# Piano di Moulton
Il Piano di Moulton è un esempio di geometria non desarguesiana proposto nel 1902 da Forest Ray Moulton. Riprende il controesempio di Hilbert sul Teorema di Desargues inserito nei Grundlagen der Geometrie, ma è alquanto più semplice. David Hilbert lo riporterà nelle edizioni successive della sua opera sui fondamenti della geometria.
Moulton in sostanza prova che il teorema di Desargues non è una conseguenza degli assiomi di Hilbert I 1-2, II, III 1-5, IV, V, mostrando un piano geometrico non desarguesiano che soddisfa tutti gli assiomi in questione e che risulta più semplice di quello dato da Hilbert.

## Definizione
La geometria non desarguesiana viene descritta in termini dell'ordinario piano geometrico euclideo che è assunto logicamente esistente. Come piano non desarguesiano si assume dunque un ordinario piano euclideo che risulta opportuno riferire ad un sistema di assi ortogonali; come punti non desarguesiani si assumono i punti del piano euclideo. Come rette desarguesiane si assumono innanzi tutto le rette euclidee che non hanno un'inclinazione positiva; come rimanenti rette non desarguesiane si assumono le spezzate ciascuna costituita dall'unione di due semirette euclidee con inclinazione positiva che si saldano in un punto sull'asse {\displaystyle x} in modo che l'inclinazione superiore sia data dal prodotto di una costante positiva diversa dall'unità per la inclinazione della parte inferiore. L'insieme delle rette non desarguesiane comprende quindi le rette euclidee a inclinazione negativa, l'asse {\displaystyle x}, l'asse {\displaystyle y} e le spezzate definite dall'equazione:
{\displaystyle y=\delta (y,\theta )(x-a)\tan(\theta ).}
Qui {\displaystyle x}, {\displaystyle y} sono le coordinate ortogonali di un punto riferito agli assi di riferimento, a è la distanza dall'origine al punto dove le linee incrociano l'asse {\displaystyle x}, {\displaystyle \theta } ({\displaystyle 0\leq \theta \leq \pi }) è l'angolo tra la semiretta positiva dell'asse {\displaystyle x} ed il prolungamento della metà più bassa della retta, e {\displaystyle \delta (y,\theta )} è una costante per ogni singola linea definita chiedendo 
{\displaystyle \delta (y,\theta )={\begin{cases}C&{\mbox{se }}y<0{\mbox{ e }}\theta <\pi /2\\1&{\mbox{altrimenti}}\end{cases}}.}

## Il piano non verifica il teorema di Desargues
Dimostriamo ora che l'esempio di Moulton soddisfa tutti gli assiomi indicati da Hilbert, ma non verifica il teorema di Desargues.
Dato l'insieme dei punti {\displaystyle P} in {\displaystyle \mathbb {R} ^{2}}, l'insieme {\displaystyle L} delle rette di {\displaystyle P} è così definito: {\displaystyle L} consiste di tutte le rette euclidee (della geometria analitica) verticali e orizzontali o con pendenza negativa, cioè con equazione
{\displaystyle y=mx+q\quad {\mbox{con }}m<0}
e inoltre dalle spezzate costituite da rette euclidee (della geometria analitica) con pendenza positiva {\displaystyle m} sopra l'asse {\displaystyle x} e {\displaystyle 2m} al di sotto dello stesso, cioè:
{\displaystyle \left\{(x,y)\in \mathbb {R} ^{2}\colon y=mx+q,x>0\}\cup \{(x,y)\in \mathbb {R} ^{2}\colon y=2mx+q,x\leq 0\right\}\quad m>0\quad q\in \mathbb {R} .}
Occorre mostrare che ogni coppia di punti distinti {\displaystyle P_{1}=(x_{1},y_{1})} e {\displaystyle P_{2}=(x_{2},y_{2})} giace su un'unica retta del piano di Moulton: l'unico caso che presenta qualche difficoltà si presenta quando un punto ha ordinata positiva, l'altro ordinata negativa e la retta euclidea per questi due punti ha pendenza positiva; in tal caso si può procedere scrivendo i fasci di linee per {\displaystyle P_{1}} e {\displaystyle P_{2}} rispettivamente in questo modo 
{\displaystyle y_{1}>0;\ y_{2}<0}
{\displaystyle (y-y_{1})=m(x-x_{1})}
{\displaystyle (y-y_{2})=m(x-x_{2})}
e imponendo che il punto di intersezione con l'asse {\displaystyle x} sia lo stesso:
{\displaystyle (-y_{1}+mx_{1})/m=(-y_{2}+mx_{2})/2m.}
Da questa equazione in {\displaystyle m} otteniamo
{\displaystyle m={\frac {1}{2}}\cdot {\frac {2y_{1}-y_{2}}{x_{1}-x_{2}}}.}
L'assioma I 1-2 è soddisfatto.
Chiaramente vale anche l'assioma I 3.
Gli assiomi II 1-4 riguardanti l'ordinamento di 3 e 4 punti sopra una retta, e la relazione d'ordine sono presi come nella geometria euclidea e quindi risultano verificati.

Verifica dell'assioma II 4

L'assioma II 4 assume che una linea che taglia un lato del triangolo, non passante per uno dei suoi vertici, taglia anche un altro lato del triangolo e si prova facilmente che è soddisfatto.
Se il triangolo sta tutto nella parte positiva o negativa, la proprietà segue dal fatto si trova immerso in un piano euclideo; questo vale anche se il triangolo ha un lato sull'asse {\displaystyle x}. Altrimenti, l'asse x è una retta interna del triangolo e presa una qualsiasi retta non passante per i vertici interseca il triangolo almeno in due punti, al più in tre.
Infatti consideriamo il caso di un triangolo come in figura, comunque si scelga una retta che interseca il lato {\displaystyle AB}, supponiamo in {\displaystyle P}, questa nel piano euclideo taglia il triangolo in un altro punto; se questo si trova la di sotto della retta {\displaystyle x}, la retta euclidea coincide con quella di Moulton, e l'assioma è dimostrato; altrimenti il punto si trova o come in {\displaystyle H} sull'asse {\displaystyle x}, e allora comunque prenda un'altra retta di coefficiente positivo che taglia il triangolo in H, questa taglia il triangolo in un altro punto, poiché la parte positiva del triangolo può pensarsi immersa in un piano euclideo, e quindi taglia il triangolo in tre punti, oppure se la retta passante per {\displaystyle P} interseca l'asse {\displaystyle x} in un altro punto che non stia sul lato del triangolo, poiché la retta {\displaystyle x} è interna al triangolo, la linea spezzata di Moulton, deve intersecare il triangolo in un altro punto.
Per quanto riguarda l'assioma IV (il parallelismo), si ha che rette orizzontali sono parallele così come le rette verticali e le rette con una medesima pendenza negativa; per quel che riguarda le linee spezzate, esse sono parallele se e solo se hanno uguale pendenza al di sopra dell'asse {\displaystyle x} e se hanno uguale pendenza al di sotto dell'asse {\displaystyle x}. Da questo si ricava che, preso un qualsiasi punto P fuori di una linea data, esiste una ed una sola parallela a questa passante per il punto {\displaystyle P}, ricordando che il problema non si pone per due linee di differente tipo le quali non sono mai parallele.
Gli assiomi III 1-3 riguardano la congruenza tra segmenti di rette. Le lunghezze dei segmenti sono misurati lungo le linee in questa geometria, come si fa nella geometria euclidea e quindi questi assiomi sono verificati.

Verifica degli assiomi III 4-5.

Gli assiomi III 4-5 riguardano la congruenza tra angoli e si cerca di renderli verificati con appropriate definizioni per la congruenza degli angoli. La scelta più facile consiste nel definire la grandezza degli angoli in termini di ampiezza angolare euclidea e chiedere che siano congruenti due angoli che hanno uguali ampiezze. In questa geometria le grandezze non desarguesiane di tutti gli angoli sono uguali alle corrispondenti euclidee, eccetto per gli angoli che hanno i loro vertici sull'asse {\displaystyle x} ed almeno un lato su tale asse, e che formano un angolo minore di {\displaystyle {\frac {\pi }{2}}}.
Essendo il punto {\displaystyle K} sull'asse {\displaystyle x}, consideriamo {\displaystyle LKM} l'angolo di divergenza tra la parte positiva dell'asse {\displaystyle x} con la retta {\displaystyle KM} della parte superiore del piano. La grandezza non desarguesiana dell'angolo è la grandezza euclidea che nel senso non desarguesiano è opposta verticalmente a questo.
Nella figura, la grandezza non desarguesiana dell'angolo {\displaystyle LKM} eguaglia la grandezza euclidea dell'angolo {\displaystyle OKA_{2}} o {\displaystyle LKP}. La grandezza non desarguesiana dell'angolo tra le due rette che intersecano l'asse {\displaystyle x}, è la differenza algebrica degli angoli non desarguesiani che formano con l'asse {\displaystyle x}. Con questa definizione gli assiomi III 4-5 sono soddisfatti.
L'assioma V è soddisfatto nell'esempio di Hilbert e di Moulton.
Rimane da mostrare che in questa geometria il teorema di Desargues non è vero. Si tratta di trovare due triangoli particolari {\displaystyle ABC} e {\displaystyle A'B'C'} che abbiano le rette {\displaystyle A\vee A',B\vee B'} e {\displaystyle C\vee C'} congiungenti punti corrispondenti o incidenti in uno stesso punto o parallele, e mostrare che i lati corrispondenti {\displaystyle A\vee B} e {\displaystyle A'\vee B'}, {\displaystyle A\vee C} e {\displaystyle A'\vee C'}  e {\displaystyle B\vee C} e {\displaystyle B'\vee C'} non sono paralleli o incidenti in punti allineati. Si considerino i triangoli {\displaystyle ABC}, di vertici {\displaystyle A(-1,0),B(0,1)} e {\displaystyle C(-1,2)}, e {\displaystyle A'B'C'}, di vertici {\displaystyle A'(1,0),B'(2,1)} e {\displaystyle C'(1,2)}. Tali triangoli hanno banalmente i punti corrispondenti che appartengono a rette parallele. Le rette {\displaystyle A\vee C} e {\displaystyle A'\vee C'} sono parallele nel piano di Moulton, coincidendo con le rette euclidee {\displaystyle x=-1} e {\displaystyle x=1}; analogamente, le rette {\displaystyle B\vee C} e {\displaystyle B'\vee C'} del piano di Moulton sono parallele, in quanto, avendo coefficiente angolare negativo nel piano euclideo, coincidono con le rette euclidee {\displaystyle y=-x+1} e {\displaystyle y=-x+3}. Le due rette {\displaystyle A\vee B} e {\displaystyle A'\vee B'} del piano euclideo hanno coefficiente angolare positivo. Ne segue che nel piano di Moulton esse sono le rette {\displaystyle \left\{(x,y)\in \mathbb {R} ^{2}\colon y=1/2x+1,x>0\}\cup \{(x,y)\in \mathbb {R} ^{2}\colon y=x+1,x\leq 0\right\}} e {\displaystyle \left\{(x,y)\in \mathbb {R} ^{2}\colon y=x-1,x>0\}\cup \{(x,y)\in \mathbb {R} ^{2}\colon y=2x-1,x\leq 0\right\}}. Queste due rette non sono però parallele, intersecandosi nel punto di coordinate {\displaystyle (4,3)}. Quindi il piano di Moulton non è Desarguesiano.